# Mieczysław Dębski
Mieczysław Dębski (ur. 10 października 1881 w Warszawie, zm. 16 grudnia 1950 w Brwinowie) – polski inżynier rolnictwa, urzędnik.

## Życiorys
Urodził się 10 października 1881 w Warszawie, w rodzinie Mieczysława (1840–1916) i Pauliny z Rykowskich (1858–1923). W styczniu 1900, będąc uczniem gimnazjum, został uwięziony w X pawilonie Cytadeli Warszawskiej za organizowanie tajnych kółek uczniowskich i przemyt nielegalnej literatury. W 1904 ukończył Państwowy Instytut Rolniczy w Gembloux (Belgia), następnie wyższe kursy administracji przy Uniwersytecie Warszawskim. W 1904 współorganizator i członek zarządu Polskiego Związku Ludowego (PZL), redaktor tajnego „Głosu Gromadzkiego”. W latach 1905–1906 czynny w akcji rewolucyjnej, importował broń dla bojówek PPS i PZL. Po upadku rewolucji pracował w majątku Rycice, w pow. przasnyskim, następnie wyjechał do Brazylii, prowadził intersy leśne w północnej Rosji, administrował Ordynacją Opiniogórską. Po wybuchu I wojny światowej przewodniczył sekcji żywnościowej Komitetu Obywatelskiego m. st. Warszawy. Podczas okupacji niemieckiej był dyrektorem towarzystwa „Zakup” w Warszawie. Uczestniczył w rozbrajaniu Niemców w Warszawie. W 1919 został szefem sekcji gospodarczej Zarządu Cywilnego Ziem Wschodnich. W trakcie wojny polsko-bolszewickiej 1920 wstąpił ochotniczo do Wojska Polskiego, gdzie służył jako kanonier 201 p.a.p.
W okresie II Rzeczypospolitej pracował w kontroli państwowej. Od 1921 był urzędnikiem do zleceń przy prezesie Najwyższej Izby Kontroli, następniee naczelnikiem wydziału, a od 1925 sprawował stanowisko dyrektora Departamentu I NIK, zajmującego się kontrolą ministerstw: Skarbu, Poczt i Telegrafów, Rolnictwa i Reform Rolniczych, a także Monopolu Państwowego i Mennicy Państwowej. W 1927 przewodniczył Komisji do Walki z Nadużyciami przy Prezesie Rady Ministrów. Pracował społecznie w „Strzelcu”, od 1934 był prezesem okręgu stołecznego LOPP.
Powstał Pamiętnik Mieczysława Dębskiego z czasu pracy w latach 20. i 30.
Zmarł 16 grudnia 1950 w Brwinowie. Pochowany na cmentarzu Powązkowskim w Warszawie (kwatera 178-1-4,5).

## Życie prywatne
Od 3 czerwca 1906 był mężem Jadwigi z Drewnowskich (1882–1962).

## Ordery i odznaczenia
- Krzyż Komandorski Orderu Odrodzenia Polski (1938)[8]
- Krzyż Niepodległości z Mieczami (9 listopada 1932)[9]
- Krzyż Walecznych[1]